# Jia Qinglin
Jia Qinglin (贾庆林, Jiǎ Qìnglín, født 1940 i Botou i byprefekturet Cangzhou i provinsen Hebei i Folkerepublikken Kina) er en kinesisk politiker. Han er nummer fire i Det kinesiske kommunistpartis politbureaus stående komite og er formand for Det kinesiske folks politisk rådgivende konference.
Jia Qinglins høje position i Politbureauet har været omfattet af nogen kontrovers. Det menes at det var Jiang Zemin som holdt hånden over ham, omkring en smuglerskandale i Xiamen i provinsen Fujian da han var partisekretær for den provinsen, en skandale som hans hustru formodedes at være involveret i.